# ادبیات گوتیک

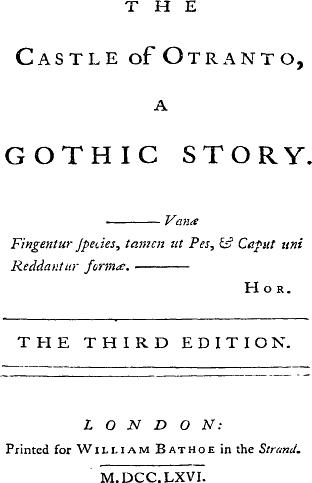
قلعه اوترانتو (۱۷۶۴) به عنوان اولین رمان گوتیک در نظر گرفته می‌شود.

ادبیات گوتیک (به انگلیسی: Gothic fiction) ژانری از ادبیات است که از ترکیب وحشت و مضامین عاشقانه به وجود آمده‌است. به‌طور کلی باور بر این است که یک نویسنده انگلیسی به نام هوراس والپول اولین بار در سال ۱۷۶۴ با رمان قلعه اوترانتو این سبک را معرفی کرده‌است. موضوعات به کار رفته در این سبک بر اساس وحشت، عاشقانه و ملودرام دسته‌بندی می‌شوند. ادبیات گوتیک رابطه بسیار نزدیکی با معماری گوتیک دارد. معمولاً آثار گوتیک به رازها می‌پردازند. رازهایی که در آن‌ها ابهام وجود دارد؛ و در انتها لازم نیست خواننده به آن راز پی ببرد؛ و در طول داستان افشای تدریجی صورت می‌گیرد.

## نخستین گوتیک عاشقانه
در این ژانر ادبی توصیف ساختمان‌های بلند به سبک گوتیک، قلعه‌ها، صومعه‌ها و بناهای قدیمی و مخروبه نقش زیادی دارد. این شیفتگی باعث شده‌است که نوعی از معماری، هنر، شعر (مانند شاعران قبرستان) و حتی سبک باغبانی از موج اول رمان‌نویسی گوتیک الهام بگیرد. به عنوان مثال هوراس والپول که رمان قلعه اوترانتو وی را اولین رمان عاشقانه گوتیک می‌دانند خانه خود (Strawberry Hill) را به سبک معماری گوتیک قرون وسطی ایجاد کرد.

## ویژگی‌های اصلی ادبیات گوتیک
- فضاسازی تاریک و ترسناک: داستان‌های گوتیک معمولاً در مکان‌هایی مانند قصرهای قدیمی، کلیساهای مخروبه، جنگل‌های تاریک یا خانه‌های متروکه اتفاق می‌افتند.
- عناصر ماوراءالطبیعه: حضور ارواح، شیاطین، هیولاها یا نیروهای ناشناخته از عناصر رایج این ژانر است.
- شخصیت‌های مرموز و پیچیده: شخصیت‌هایی مانند قهرمانان تاریک، زنان در خطر، یا افراد دارای رازهای پنهان در این داستان‌ها دیده می‌شوند.
- حس وحشت و اضطراب: داستان‌های گوتیک به دنبال ایجاد حس ترس و نگرانی در خواننده هستند.
- تم‌های روان‌شناختی: مسائلی مانند جنون، گناه، عذاب وجدان و تنهایی در این داستان‌ها بررسی می‌شوند.

## نمونه‌های مشهور ادبیات گوتیک
- قلعه اوترانتو (The Castle of Otranto) نوشته هوراس والپول (۱۷۶۴): این اثر به عنوان اولین رمان گوتیک شناخته می‌شود.
- فرانکنشتاین (Frankenstein) نوشته مری شلی (۱۸۱۸): داستانی درباره آفرینش یک موجود هیولاگونه و پیامدهای آن.
- دکتر جکیل و آقای هاید (Strange Case of Dr Jekyll and Mr Hyde) نوشته رابرت لویی استیونسون (۱۸۸۶): داستانی درباره دوگانگی شخصیت و تاریکی درون انسان.
- دراکولا (Dracula) نوشته برام استوکر (۱۸۹۷): داستانی درباره خون‌آشام‌ها و ترس از ناشناخته‌ها.

## عناصر گوتیک در ادبیات کلاسیک فارسی
در ادبیات کهن فارسی، عناصری شبیه به گوتیک مانند ترس از ناشناخته‌ها، حضور ارواح و اشباح، و فضاهای تاریک و رمزآلود وجود دارد. برای مثال:
- هزار و یک شب: در برخی داستان‌های این مجموعه، عناصری مانند جادو، اشباح، و موجودات ماوراءالطبیعه دیده می‌شود.
- داستان‌های عامیانه و فولکلور: در افسانه‌ها و قصه‌های قدیمی ایرانی، مانند داستان‌های دیوها، پری‌ها، و موجودات عجیب و غریب، می‌توان ردپای عناصر گوتیک را پیدا کرد.
- شعر فارسی: در اشعار برخی شاعران مانند فردوسی، حافظ و خیام، گاهی مفاهیمی مانند مرگ، تاریکی، و ناشناخته‌ها به شکلی رمزآلود مطرح می‌شوند.[۳]

## ادبیات مدرن و معاصر ایران
در ادبیات مدرن ایران، نویسندگانی بوده‌اند که از عناصر گوتیک در آثار خود استفاده کرده‌اند. این آثار معمولاً با مفاهیمی مانند ترس، اضطراب، و رمز و راز همراه هستند. برخی از این نویسندگان و آثار عبارتند از:
- صادق هدایت: هدایت یکی از نویسندگانی است که در برخی از آثارش از عناصر گوتیک استفاده کرده است. برای مثال:
  - بوف کور: این رمان پر از فضاسازی‌های تاریک، مرموز و روان‌شناختی است که یادآور ادبیات گوتیک است. شخصیت‌های مرموز، صحنه‌های ترسناک، و حس ناامیدی و وحشت در این اثر دیده می‌شود.
  - سه قطره خون: در برخی داستان‌های این مجموعه، عناصری مانند جنون، مرگ، و فضاهای تاریک وجود دارد.
- بهرام صادقی: در داستان‌های کوتاه صادقی، گاهی عناصر ترس و اضطراب به شکلی روان‌شناختی مطرح می‌شوند.
- کاوه کاکائی نژاد: در برخی از آثارش، از مفاهیم اسرارآمیز، طلسم‌های جادویی، اشباح خوف‌ناک و موجودات ماورایی بهره برده و با خلق فضاهای تاریک و دهشت‌انگیز، مخاطب را به دنیایی پر از ترس و دلهره می‌کشاند. برای نمونه، رمان "جن‌زده" با فضایی آکنده از اضطراب مرموز و وحشتی بی‌پایان، روح خواننده را درگیر خود می‌کند.
- غلامحسین ساعدی: ساعدی در برخی از آثارش، مانند نمایشنامه‌ها و داستان‌های کوتاه، از فضاهای تاریک و ترسناک استفاده کرده است. برای مثال، نمایشنامه "چوب به دست‌های ورزیل" فضایی پر از اضطراب و وحشت دارد.

## سینما و هنرهای نمایشی
در سینما و تئاتر ایران نیز گاهی عناصر گوتیک دیده می‌شود. برای مثال:
- فیلم "دایره‌زنگی" اثر پوران درخشنده: این فیلم فضایی تاریک و پرتنش دارد و به مسائل روان‌شناختی و ترس از ناشناخته‌ها می‌پردازد.
- فیلم "شب‌های روشن" اثر فرزاد مؤتمن: این فیلم نیز دارای فضاسازی‌های تاریک و مرموز است.
- تئاترهای ایرانی: در برخی از نمایش‌های تئاتر، از عناصر گوتیک مانند فضاهای ترسناک و شخصیت‌های مرموز استفاده شده است.

## ادبیات عامه‌پسند و ژانر وحشت
در سال‌های اخیر، با افزایش علاقه به ژانر وحشت و فانتزی در ایران، برخی نویسندگان به نوشتن آثاری با عناصر گوتیک روی آورده‌اند. این آثار معمولاً در قالب رمان‌ها یا داستان‌های کوتاه منتشر می‌شوند و از عناصری مانند ارواح، خون‌آشام‌ها، و فضاهای تاریک استفاده می‌کنند. برخی از این آثار تحت تأثیر ادبیات گوتیک غربی هستند.

## چالش‌های ادبیات گوتیک در ایران
- فرهنگ و مذهب: در فرهنگ ایرانی، برخی عناصر گوتیک مانند ارتباط با ارواح یا خون‌آشام‌ها ممکن است با باورهای مذهبی و سنتی در تضاد باشد.
- سنت‌های ادبی: ادبیات فارسی بیشتر بر مفاهیم عرفانی، عاشقانه، و اجتماعی متمرکز بوده و کمتر به ژانرهای ترسناک یا گوتیک پرداخته است.
- محدودیت‌های نشر: گاهی محدودیت‌های فرهنگی و اجتماعی باعث می‌شود نویسندگان نتوانند به طور کامل از عناصر گوتیک در آثار خود استفاده کنند.